# Obrium discoideum
Obrium discoideum är en skalbaggsart som först beskrevs av Leconte 1873.  Obrium discoideum ingår i släktet Obrium och familjen långhorningar.
Artens utbredningsområde är:
- Costa Rica.
- Honduras.
- Nicaragua.

Inga underarter finns listade i Catalogue of Life.